# 梁肅 (金朝)
梁肃（？—1188年），字孟容，奉圣州（今河北省涿鹿县）人。中国金朝政治人物，金世宗时参知政事。

## 生平
梁肃自幼勤学，夏夜读书往往通宵达旦。金熙宗天眷二年（1139年），擢进士第，调任平遥县主簿，转任望都县令、绛县令。因为政清廉，入朝为尚书省令史。又任山东西路转运副使。金世宗即位，转任大兴府（今北京市西南）少尹。大定三年（1163年）因治蝗灾不力，被解职。贬为川州（今辽宁省朝阳市东北）刺史。梁肃转任河北东路转运副使。当时因移剌窝斡之乱后，军粮不足，梁肃受诏措置沿边军粮。下令肇州、北京、广宁等盐场，允许百姓用米换盐，于是军、民各得其利。大定四年（1164年）通检东平、大名两路户籍物力，较他处平允。朝廷敕诸路通检推排以东平为准，财政状况逐渐好转。后又上疏量减盐价，使私盐不行，民不犯法。大定七年（1167年）为都水监，后来担任大理卿、刑部尚书。大定二十一年（1181年）召为参知政事。年老致仕，谥号正宪。